# フリカデッレ
フリカデッレ(Frikadelle)は、底が平らな球状の焼きミートボールである。しばしばドイツのミートボールを指す。この料理の起源は不明であり、フリカデッレという言葉はドイツ語だが、この料理自体はドイツ、北欧、ポーランドの料理と関連があると考えられている。ポーランドではkotlety mieloneとして知られ、最も人気のある料理の1つである。
スカンジナビア半島全域に地元の料理として根付いており、メインコースとしても副食としても食べることがある。スウェーデンでは、frikadellerという言葉で、茹でたミートボールを指す。

## 語源
語源は明らかではない。Etymologisches Wörterbuch des Deutschenによると、この言葉は17世紀末頃のドイツで見られ、「ローストする」という意味のフランス語のfricandeau、ラテン語のfrīgereという言葉と関連があるとされている。他にドイツでは、Boulette/Bulette, Bratklops, Fleischpflanzerl, Fleischlaberl, Fleischküchle and Grillette /Grilletta, Austrian Faschiertes Laibchen等とも呼ばれている。
恐らく、豚の脂肪をまとった仔牛肉料理であるfricandeau de veauに由来すると思われる。Dictionnaire des dictionnaires (1837)では、fricadelleは「ベルギーにおいて、ボール状の調理した挽肉」と定義され、肉をフリカンドにするという意味のfricadèleとは違う言葉と区別される。Phillips's New World of Words (1706)では、豚の脂肪をまぶした仔牛肉のスライスを用いたScotch Collopsという料理の一種と定義されている。オックスフォード英語辞典では、「フランス料理に準じる形のフリカンド」と定義している。

## ドイツ以外のフリカデッレ

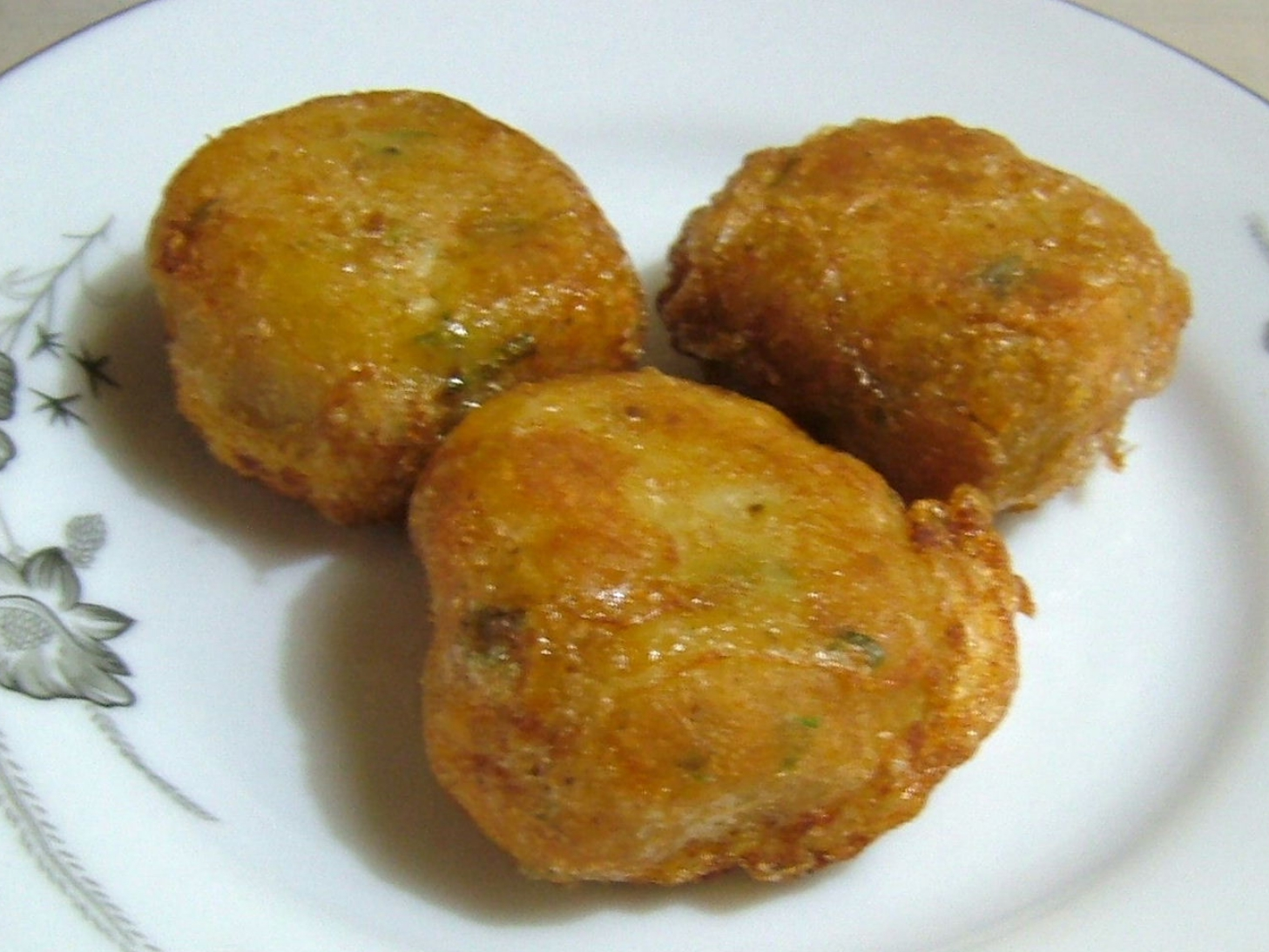
オランダ料理のフリカデルに由来するインドネシアのプルクデル

### デンマーク
デンマークでは、伝統的に、仔牛肉、豚肉、牛肉（またはこれらのうち2種類のミックス）の挽肉、刻んだタマネギ、卵、牛乳（または水）、パン粉（またはオートミール、小麦粉）、食塩、コショウから作り、テーブルスプーンで丸くしてから平らにして、ラードまたはヘット（または最近ではバター、マーガリン、さらには植物油）で焼く。主材料として肉の代わりに魚（多くはタラだが、タラとサーモンを混ぜることもある）を使ったものも人気があり、しばしばレムラード・ソースが添えられる。
メインディッシュとしては、ビートルートのピクルスや赤キャベツとともに、茹でたジャガイモとグレービーソースか、またはクリームキャベツを添える。
伝統的なスモーブローでは、赤キャベツまたは薄切りのピクルスとともにルブロ（ライ麦パン）に乗せて食べる。
フリカデッレと冷たいポテトサラダの組合せは、どちらも調理後に簡単に持ち運びできるため、ピクニックや持ち寄り食事会の際に人気がある。

### インドネシア
フリカデッレは、オランダ料理の影響を受けたインドネシア料理としても人気があり、プルクデルと呼ばれる。しかし、主材料は肉ではなくマッシュポテトであり、挽肉やコンビーフを加えることもある。これを平らで丸いパティに成形して、卵黄に浸して揚げる。マッシュポテトの他に、材料として、バードアイ（唐辛子）、ネギ、エビ、トウモロコシ、豆腐等が使われることもある。